# 宝田明
宝田 明（たからだ あきら、旧字体：寶田 明󠄁、1934年〈昭和9年〉4月29日 - 2022年〈令和4年〉3月14日）は、日本の映画俳優、タレント、声優、司会者。

## 来歴

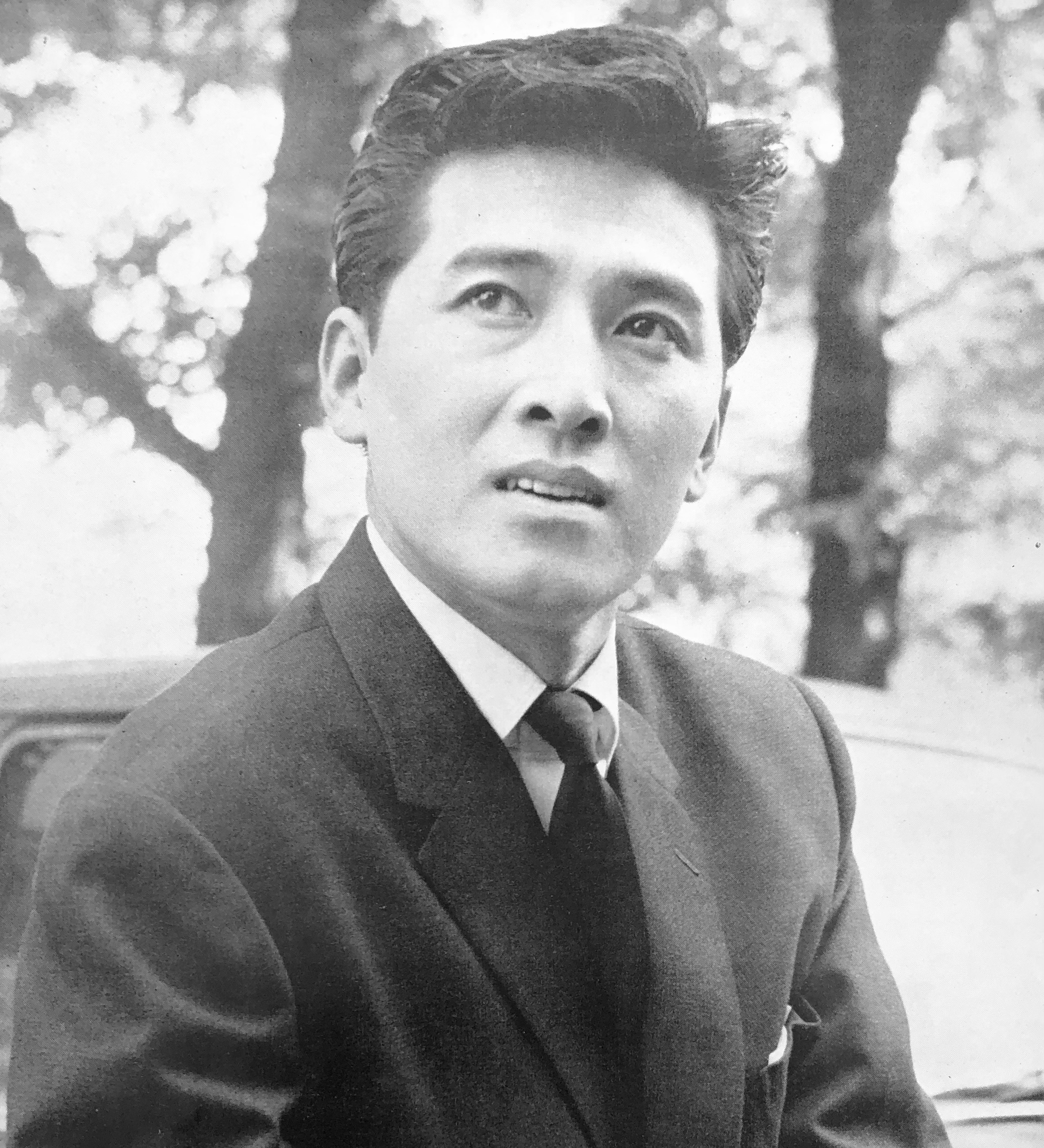
1965年

父は技師であり、越後国村上藩藩士の末裔で朝鮮総督府で海軍武官を務めていた祖父の勧めで朝鮮総督府鉄道に勤務した。6人兄弟（兄3人、姉、弟）。2歳の頃に、父の南満洲鉄道（満鉄）への転勤のため、満洲へ移る。終戦後、12歳でハルピンから引き揚げ。博多から、本籍地の新潟県岩船郡村上本町（現・村上市）に移り、同市大工町にある寶田家の菩提寺笠原山善行寺に身を寄せる。寺の四畳半で2年間暮らし、村上本町国民学校に通った。
1953年、東京都立豊島高等学校卒業後に東宝ニューフェイス第6期生として俳優生活をスタート。同期には佐原健二、河内桃子、藤木悠、日活に移籍した岡田眞澄がいる。同年、映画『かくて自由の鐘は鳴る』でデビュー。翌年、特撮映画『ゴジラ』で初主演を果たす。長身・美形の二枚目俳優として東宝映画の若手トップスターとなり、数多くの映画に主演。全盛期には連日連夜銀座に繰り出し夜遊びに精を出していた。
1959年の日本人初のミス・ユニバースの栄冠に輝いた児島明子と1966年4月29日（32歳の誕生日）に結婚し
、1974年1月の次男誕生までの8年間に2男1女をもうけたが1984年に離婚した。1991年に『ジプシー』がヒットした歌手・女優の児島未散は長女で、明子との最初の子供である。
1960年代は、東宝と香港のキャセイ・フィルムとの合作映画（『香港の夜』他）で、香港の女優・尤敏（ユーミン）とコンビを組んで、香港、台湾など、アジア地域で絶大な人気を博した。1961年には小津安二郎監督が東宝で撮った映画『小早川家の秋』にも出演している。
特撮（怪獣）映画には『ゴジラ』の翌年の『獣人雪男』以来疎遠だったが、1964年の『モスラ対ゴジラ』の主演で復帰。以後も昭和から平成まで多く出演し、日本の特撮映画の代表的なスターと称される。
明るく華やかな雰囲気であり、映画では『100発100中』の最初からフランス語のセリフで登場し、ヒーローなのか悪人なのか分からないまま終わるキャラクターなど持ち味を存分に発揮している。また、映画斜陽期以降はミュージカルの世界にも活動の場を広げ、『マイ・フェア・レディ』などで人気を集め、日本におけるミュージカル俳優の草分け的存在としても活動した。1980年、東京都中野区江古田に日本初のミュージカル俳優養成学校「宝田芸術学園」を開校するも、1983年5月末で閉鎖となった。
1970年代に入ってからは人気が低迷していたが、1990年代に『あげまん』（1990年）、『ミンボーの女』（1992年）で伊丹十三の監督作品に起用され、『ゴジラvsモスラ』（1992年）でゴジラシリーズに再出演するなど、再び注目された。
俳優活動以外にも、ミス・ユニバース日本代表選出大会では1991年まで司会を担当していた。1990年代以降は、気障な二枚目というキャラクターを逆手に取り、バラエティー番組への出演や、金鳥の入浴剤「音浴湯」のCMでのコミカルな演技で新しい境地を開拓した。
2016年6月10日、政治団体「国民怒りの声」より、第24回参議院議員通常選挙の比例区候補として立候補することが公表されたが、17日には立候補を取り止めたことが発表された。立候補を取り止めた理由として「後進の道を阻むのではないかと自問自答した」と述べている。
2022年3月10日、同年4月公開の映画『世の中にたえて桜のなかりせば』の舞台挨拶では、腰痛が悪化したため車椅子姿で登壇したが、晩年は入退院を繰り返し、最後の公の姿となった。翌11日、女性セブンのインタビューを受けた後に体調の悪化を訴え12日に入院、13日の夜に容態が急変。
2022年3月14日0時31分、誤嚥性肺炎のため東京都内の病院で死去。87歳没。訃報は4日後の同月18日に所属事務所から公表された。児島明子との離婚後に再婚した一般女性が喪主を務めたことも明らかにされた。
2022年5月26日、生前の芸術文化活動に対する功績が称えられ、文化庁長官感謝状を授与した。

## エピソード
中国語と英語に堪能で、ハルピン時代には、周囲に中国人やロシア人が多かったことから中国語だけでなくボディランゲージも用いることが多く、そのことが俳優となってから演技に活かされてきたという。
1997年12月24日には冠動脈が86%も狭窄していたことによる狭心症を克服するため、11時間におよぶバイパス手術を受けたが、半日近く経って全身麻酔から覚醒しての第一声が「三船敏郎が亡くなったから、東宝のみんなに連絡しろ」であったという。宝田自身はこの経緯について、「三船さんとボクは満洲から引き揚げて来た者同士で仲良しだったから、三途の川まで一緒だったけどボクだけ途中で戻って来ちゃったんでしょう」と語っている。三船のほか、森繁久彌や黒澤明、後輩で同い年の石原裕次郎などとも交流が深かった。
子供の頃から歌が好きで、東海林太郎の歌を時々歌っていた。ただし、高校生の頃に『NHKのど自慢』の予選に津村謙の「上海帰りのリル」で参加したが、鐘2つで不合格だった。
周りから時々優等生タイプに思われることがあるとのことだが、本人は否定している。
映画『世の中にたえて桜のなかりせば』では、主演に加えて初めてエグゼクティブプロデューサーの仕事を経験。後日の阿川佐和子との対談では、上記の仕事を踏まえて「これからは裏方の仕事も頑張りたい」と語っていたが、その対談からわずか10日後、宝田は帰らぬ人となった。
遺作となった映画『日光物語』の撮影中に不戦不争の書を残した。またロシアのウクライナ侵攻が始まっていたこともあり「こんな時代だからこそコメディ映画が必要である」とも語っていた。同作では腰痛でまっすぐ立ってられないため、立っている場面では必ず後ろに人を立たせて倒れないように支えていた。

### 満洲時代
先述の通り、2歳の頃に家族でハルピンに移住した。当時は日本政府の国策で満洲への移民が行われていたため、ハルピンにもたくさんの日本人が暮らしていたという。
子供の頃は、軍国少年を目指すことが一般的だったことから、将来は予科練や幼年学校などに入って兵隊になることを夢見ていた。当時の満洲の学校教育は陸軍調で、宝田たちは教師から厳しく育てられた。また、9歳頃に同世代の子供たちと共に日本軍の各部隊に配属され、内務班の兵隊と2日間寝食を共にしながら訓練を受けた。
終戦間近の1945年8月のソ連軍の満洲侵攻による混乱の際、ソ連兵に右腹を撃たれる。元軍医に弾丸を摘出してもらったが、その弾丸はハーグ陸戦条約で禁止されていた拡張弾頭（ダムダム弾）だったという（ソ連は条約を否認していた）。その経験に加え、満鉄の社宅にいた女性がソ連兵に強姦される現場を目撃した経験などがトラウマになり、ロシアには嫌悪感を抱いていた。実際に、ロシア映画やロシアバレエは「吐き気を催すほど許せない気持ちが湧き起こる」ために観たくないと語っている。
怪我から回復した頃には兄たちがシベリアに抑留されていたため、「僕が働いて家計を助けなきゃ」との思いからソ連兵相手の靴磨きや満洲の専売公社から仕入れたタバコを売るなどして生活費を稼いだ。終戦後の12歳までハルピンで暮らした後、最後の引き揚げ組で日本に帰国した。

### 俳優デビュー
終戦後日本に帰国するが、「自分は本当に日本人なんだろうか？」と自問自答し始める。その後学生時代のある日演劇部から誘われ、劇作家・真船豊や岡本綺堂の作品などを演じた。役になり切っている間上記の悩みが解放されると共に、自己表現の喜びを感じたことから役者業に興味を持つ。
高校の同級生に誘われて東宝ニューフェイスのオーディションを受けに行くが、撮影所前に並ぶ参加者の多さに気後れした。そのまま帰ろうとしたが、撮影所の守衛に説得されて押し込まれる形で会場に入って受験して合格した。
先述の通り「宝田明」は本名だが、デビューするにあたり芸名を考える話も出た。しかし、「宝」という字の縁起の良さに加え、所属会社の「東宝」にも入っていることから、本名での芸能活動が決まった。
『100発100中』や『南海の大決闘』などで監督を務めた福田純は宝田と同じく満洲出身であったことから、宝田は福田を兄貴分として慕っていた。
映画『放浪記』で主演の高峰秀子から「映画はマイクがあるからあまり張って喋らなくても良い」と教えられたことをきっかけに、映画の演技は気を張らずに軽く演じることが必要だと考えるようになった。
また、高峰のようにアドバイスを貰える先輩がいたことから、自身も後輩に助言するようになったという。『ゴジラvsモスラ』で監督を務めた大河原孝夫は、宝田が俳優部のリーダーシップを取っており、エキストラの動きにも意見を出していたと証言している。
『怪獣大戦争』や『石中先生行状記』などで共演した沢井桂子は、宝田の演技はセリフや動作、表情などがすべてキマっていたと証言している。ゴジラシリーズなどで共演した古谷敏は、自身にとって宝田はメロドラマのヒーロー的存在であったと述べている。

### ゴジラシリーズに関するエピソード
『ゴジラ』の撮影初日には、撮影現場にて「主役の宝田です」と挨拶したところ、照明スタッフから「主役はゴジラだ！」と怒られ、ゲンコツをもらったと語っている。一方、円谷英二からは「主役だから頑張りなさい」と言葉をかけられたという。宝田自身は、主演になったことで飲み屋のツケが払えるという考えが優先していたといい、行きつけの店にポスターを貼ってもらったり、ほかの客に酒を振る舞ったりなどしていたが、製作の田中友幸から外車の購入を勧められギャラの半分ほどがなくなったという。
『ゴジラ』の内容については、「核兵器を作り出した人類への警鐘」と受け止めており、ゴジラが死ぬ場面には涙したという。
満州時代には学校で戦意高揚映画も観せられており、宝田は後年に記録映像だと思っていた『ハワイ・マレー沖海戦』が円谷による特撮映画だと知って驚いたといい、「神様と一緒に仕事をしている」という認識で特撮には信頼を置いていたと述べている。
『ゴジラvsモスラ』への出演が決まる前には、『モスラ対ゴジラ』を観て感激したという中学生から「ぜひ出演してほしい」との懇願が書かれた手紙をもらっていた。同作品の撮影現場では、第1作からプロデューサーを務めてきた田中友幸が病身をおして宝田を訪ねており、対面した際に田中は涙していたという。同作品への出演が発表された後には、幼少期にゴジラシリーズを観ていた世代からのファンレターも来るようになった。同作品監督の大河原孝夫は、宝田は明るく飾らない人物であり、芝居以外でも現場をまとめるなど俳優の要であり、人柄の良さを感じたことを語っている。
『GODZILLA』が公開された際には、主演のジャン・レノと対面したが、彼は『ゴジラ』のファンであったものの宝田が存命であったとは知らなかったらしく、シーラカンスを見たかのような顔をしていたという。
『ゴジラ FINAL WARS』では、撮影所の設備などは変わったものの撮影現場の雰囲気は変わっておらず、先に死去した仲間への鎮魂の思いで撮影に参加したと述べている。同作品では、『100発100中』をオマージュしたセリフも取り入れられている。
『GODZILLA ゴジラ』では、カメオ出演として撮影が行われたが、カットされた（エンドロールにはクレジットされている）。監督のギャレス・エドワーズには謝られたうえ、もしアメリカでまたゴジラ映画を作る際には必ず登場させるとの言葉も貰ったが、次作『ゴジラ キング・オブ・モンスターズ』では彼が降板したうえに宝田も2022年に死去したため、叶わなかった。
自身が出演した200本近い映画のうち特撮作品は十数本であるが、「自身の経歴の中でも重みがある」、「人間の作り出す可能性の凄さを感じられる」と語っている。また、「ゴジラは最強のクラスメート」を謳い、次に『ゴジラ』作品に出演する際は「ゴジラとアイコンタクトで意思疎通が出来る人間」を演じたいと語っている。
脚本を読んで感情移入しながら役を作り上げるため、うまく書かれていない脚本では感情の流れがつっかえてしまうことがあるが、東宝特撮を多く手掛けた関沢新一の脚本ではそのようなことは一度もなかったという。

### 石原慎太郎・裕次郎との出会い
『太陽の季節』で作家デビューした石原慎太郎と出会った頃、会話の流れで満洲時代の苦労話をした。慎太郎から、「僕はあなたほどの経験がない。宝田さんの苦労には実がある」と褒められた。その直後、慎太郎から「弟の裕次郎が今度日活に入ったんで、面倒見てやってくれませんか？」と頼まれ、後日に裕次郎とも出会うこととなる。
裕次郎との初対面を前に、「何が太陽族だ。俺は鉛玉を食らったことがあるんだ。逗子のボンボンに世間を教えてやる」と意気込んだ。自らのおごりで銀座に飲みに連れて行くと、裕次郎が少しの遠慮もなくレミーマルタンなどの高い酒を平気で飲み始めたため、腹を立てたという。

## 出演

### 映画

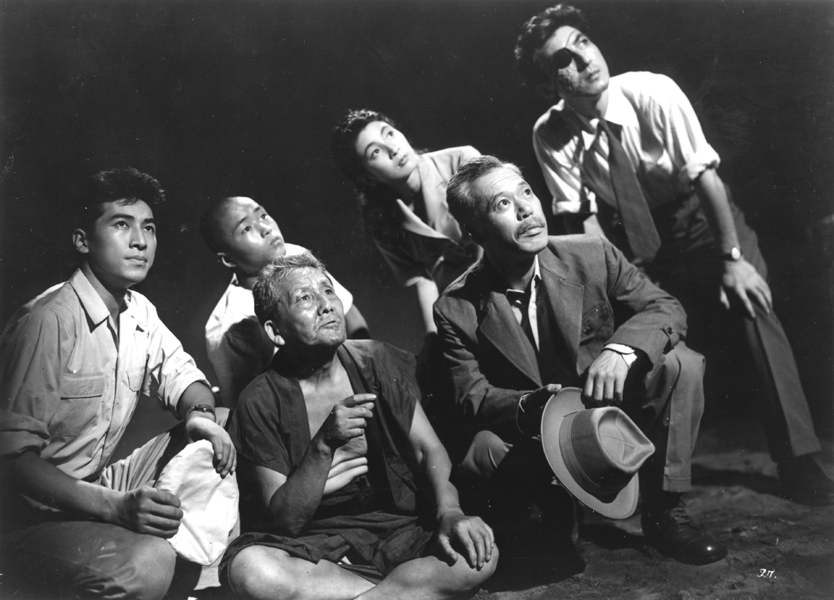
宝田とゴジラ（1954年）の主要キャスト

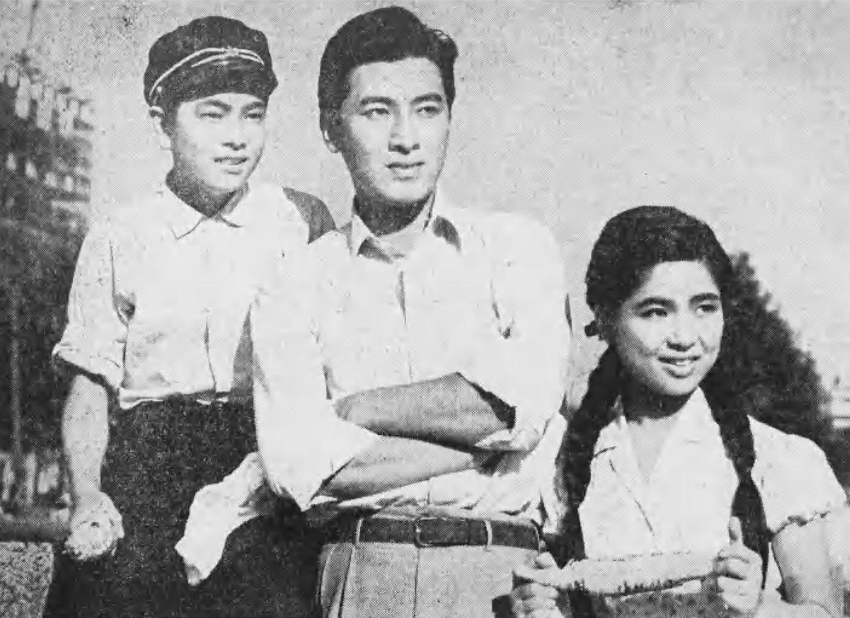
『コタンの口笛』（1959年）

- かくて自由の鐘は鳴る (1954年) - デビュー作[45]
- 水着の花嫁（1954年）[17]
- ゴジラシリーズ
  - ゴジラ（1954年） - 尾形秀人[出典 10]
  - モスラ対ゴジラ（1964年） - 酒井市郎[46][12]
  - 怪獣大戦争（1965年） - 富士一夫[46][12]
  - ゴジラ・エビラ・モスラ 南海の大決闘（1966年） - 吉村[出典 11]
  - ゴジラvsモスラ（1992年） - 南野丈二[出典 12]
  - ゴジラ FINAL WARS（2004年） - 醍醐直太郎[48][12]
  - GODZILLA ゴジラ（2014年） - 入国審査官[12][注釈 20]
- やんちゃ娘行状記（1955年）
- 花嫁立候補（1955年）
- 天下泰平（1955年）
  - 続天下泰平（1955年）
- 雪の炎（1955年）
- 新鞍馬天狗 夕立の武士（1955年）
- 獣人雪男（1955年） - 飯島高志[46]
- 青い果実（1955年）
- 逃げてきた花嫁（1956年）
- 奥様は大学生（1956年）
- 婚約三羽烏（1956年）
- 青い芽（1956年）
- あの娘が泣いてる波止場（1956年）
- 大暴れチャチャ娘（1956年）
- 森繁よ何処へ行く（1956年）
- 恐怖の逃亡（1956年）
- ロマンス娘（1956年）
- 裸足の青春（1956年）
- 若人の凱歌（1956年）
- 天上大風（1956年）
- 婚約指輪 （1956年）
- 歌う不夜城（1957年）
- 極楽島物語（1957年）
- 山と川のある町（1957年）
- 美貌の都（1957年） - 同名主題歌も歌唱
- ロマンス誕生（1957年）
- サラリーマン出世太閤記（1957年） - 前田圭一郎[42]
  - 続サラリーマン出世太閤記（1957年）
  - 続々サラリーマン出世太閤記（1958年）
- 恐怖の弾痕（1957年）
- わが胸に虹は消えず 第一部・第二部（1957年）
- 大当り三色娘（1957年）
- 大学の侍たち（1957年）
- 青い山脈　新子の巻 （1957年）
  - 続青い山脈　雪子の巻（1957年）
- 青春航路（1957年）
- 愛情の都（1958年）
- ジャズ娘に栄光あれ（1958年）
- 東京の休日（1958年）
- 弥次喜多道中記（1958年）
- 花の慕情（1958年）
- ロマンス祭（1958年）
- 風流温泉日記（1958年）
- 大学の人気者（1958年）
- 暗黒街の顔役（1959年）
- 大学のお姐ちゃん（1959年）
- コタンの口笛（1959年）
- 或る剣豪の生涯（1959年）
- 大学の28人衆（1959年）
- ある日わたしは（1959年）
- 若い恋人たち（1959年）
- 日本誕生（1959年） - 若帯日子命（後の成務天皇）[46]
- サザエさんの脱線奥様（1959年）
- 現代サラリーマン　恋愛武士道（1960年）
- 山のかなたに（1960年）
- 嵐を呼ぶ楽団（1960年）
- 第三波止場の決闘（1960年）
- ハワイ・ミッドウェイ大海空戦 太平洋の嵐（1960年） - 通信参謀[46]
- 娘・妻・母（1960年）
- 太陽を抱け（1960年）
- 接吻泥棒（1960年）
- 夜の流れ（1960年）
- 第六の容疑者（1960年）
- 社長シリーズ
  - サラリーマン忠臣蔵（1960年）
  - 続サラリーマン忠臣蔵 （1961年）
  - 続サラリーマン清水港（1962年）
- 銀座の恋人たち（1961年）
- 出世コースに進路を取れ（1961年）
- 七人の敵あり（1961年）
- 香港の夜 A Night in Hongkong（1961年）
- 世界大戦争（1961年） - 高野[46]
- 小早川家の秋（1961年）
- 二人の息子（1961年）
- 女の座（1962年）
- その場所に女ありて（1962年）
- 旅愁の都（1962年）
- 女難コースを突破せよ（1962年）
- 香港の星 Star of Hongkong（1962年）
- 私と私（1962年）
- 夢で逢いましょ（1962年）
- 放浪記（1962年）
- 忠臣蔵 花の巻・雪の巻（1962年）
- 月給泥棒（1962年）
- 女に強くなる工夫の数々（1963年）
- その場所に女ありて（1963年）
- ホノルル・東京・香港 Honolulu-Tokyo-Hongkong（1963年）
- 女の歴史（1963年）
- やぶにらみニッポン（1963年）
- 暁の合唱（1963年）
- ひばり・チエミ・いづみ 三人よれば（1964年）
- 血とダイヤモンド（1964年）
- こゝから始まる（1965年）
- 最長的一夜 The Longest Night（1965年）
- 香港の白い薔薇（1965年）
- 100発100中（1965年） - アンドリュー星野[8][42]
  - 100発100中 黄金の眼（1968年）
- 女は幾万ありとても（1966年） - 長谷川[42]
- 3匹の狸（1966年）
- 沈丁花（1966年)
- 石中先生行状記（1966年）
- レッツゴー!若大将（1967年）
- キングコングの逆襲（1967年） - 野村次郎一尉[46]
- 春らんまん（1968年）
- 空想天国（1968年）
- 緯度0大作戦（1969年） - 田代健[46]
- 水戸黄門漫遊記（1969年）
- 愛你入骨 Love You Till I Die（1981年）
- プルメリアの伝説 天国のキッス（1983年）
- しのぶの明日（1984年）
- クララ白書・少女隊PHOON（1985年）
- あげまん（1990年）
- ミンボーの女（1992年）
- 億万長者になった男。（1994年）
- 白鳥麗子でございます!（1995年）
- 必殺! 主水死す（1996年） - 水野忠邦 役（特別出演）
- マルタイの女（1997年）
- 首領への道12 (V) （2000年）
- 世にも奇妙な物語 映画の特別編（2000年）
- 渋谷ミッドナイト・ウォー 暗黒街（2001年） - 中国マフィアのボス・王 役　※Vシネマ
- 福耳（2003年）
- ファンタスティポ（2005年）
- 監督・ばんざい!（2007年）
- 燦燦 さんさん（2013年）
- 大仏廻国 The Great Buddha Arrival（2018年）[49]
- 明日に架ける橋 1989年の想い出（2018年）
- ニッポニアニッポン フクシマ狂詩曲（2019年）
- ダンスウィズミー（2019年）[50]
- 世の中にたえて桜のなかりせば（2022年） - W主演・敬三 役[51]
- 日光物語（2022年）[52]

### テレビドラマ
- 平四郎危機一発 / 新 平四郎危機一発（TBS） - 九条平四郎
- のれん繁昌記（1966年 - 1967年、フジテレビ / 東宝） - 藤谷洋一郎
- 五人の野武士（1968年 - 1969年、日本テレビ / 三船プロ） - 利南八郎太
- 人形佐七捕物帳 第5話「折れた扇子」（1971年、NET）- 将軍家斉
- おちゃの子さいさい（1971年、フジテレビ）
- いごっそう段六（1976年、NHK総合） - 段六
- 手錠をかけろ! 第3話「女子大生誘拐事件 上高地」（1979年、フジテレビ / 国際放映） - 百瀬刑事
- 鉄道公安官 第33話「公安官VS怪盗55号!」（1979年 - 1980年、テレビ朝日）
- ザ・サスペンス『特急さくら殺人事件』（1982年9月4日、TBS） - 十津川警部
- ドキュメンタリー番組『さらば海底空母イ401 幻のパナマ運河大爆撃』（1983年4月28日、日本テレビ 木曜スペシャル） - 有泉龍之助
- 土曜ワイド劇場（テレビ朝日）
  - 京都殺人案内 麻薬にけがされた修学旅行女子高生（1983年、朝日放送）
  - 三毛猫ホームズの黄昏ホテル（1998年）
- 西部警察 PART-III 最終話「大門死す! 男達よ永遠（とわ）に…」（1984年10月22日、石原プロ/テレビ朝日） - 梶徳則
- 愛さずにいられない（1991年、日本テレビ） - 大野茂男
- ホームワーク（1992年、TBS）
- 白鳥麗子でございます!（1993年、フジテレビ） - 白鳥正太郎
- お姉さんの朝帰り（1994年、朝日放送） - 春山圭一郎
- 西遊記（1994年、日本テレビ） - 太宗皇帝
- 木曜の怪談（1995年 - 1997年、フジテレビ）- のぼるの祖父
  - 怪奇倶楽部（1995年10月19日 - 1996年9月12日）
  - 怪奇倶楽部 学校の七不思議編（1996年10月17日 - 11月28日）
- 裸の大将 第78話「清の手品はめぐりあい」（1996年、関西テレビ / 東阪企画） - 大橋社長
- ボディーガード（1997年、テレビ朝日） ｰ 恩田 薫 役
- 3番テーブルの客（1997年、フジテレビ）
- 大河ドラマ・徳川慶喜（1998年、NHK総合） - 鷹司政通
- 永遠のアトム 手塚治虫物語（1999年、テレビ東京）
- 連続テレビ小説（NHK総合）
  - 私の青空（2000年） - 村井譲二
  - カーネーション（2011年） - 松坂清三郎
- 聖徳太子（2001年、NHK総合） - 物部守屋
- 月曜ドラマシリーズ「私の青空2002」（2002年、NHK総合） - 村井譲二
- ヨイショの男 第6話「冠婚葬祭入門」（2002年、TBS） - 広川省吾
- ナースのお仕事4 第11話「ヤキモチドクター」（2002年、フジテレビ） - 奥山武彦
- ロッカーのハナコさん（2002年、NHK総合） - 辰巳会長
- 松本清張ドラマスペシャル・黒の回廊（2004年、日本テレビ） - ジョン・トンプソン・山田
- ミニモニ。でブレーメンの音楽隊（2004年、NHK教育）
- 勉強していたい（2007年、NHK総合） - 角間平吉
- 坂の上の雲（2009年、NHK総合） - 藤野漸
- ドラマ10（NHK総合）
  - 離婚同居 第4話「前から好きだった」（2010年） - 川端龍平
  - セカンドバージン（2010年） - 若森会長
- 金曜プレステージ「浅見光彦シリーズ43 還らざる道」（2012年、フジテレビ） - 瀬戸一弘
- 京都地検の女 第8シリーズ 第2話（2012年、テレビ朝日） - 篠原功一郎
- 水曜ミステリー9「新・犯罪交渉人 百合子」（2013年、テレビ東京） - 栗原祐一
- スペシャルドラマ「キャビンアテンダント刑事〜ニューヨーク殺人事件〜」（2014年、フジテレビ） - 中野茂利
- テレビ未来遺産“終戦69年”ドラマ特別企画 遠い約束〜星になったこどもたち〜（2014年8月25日、TBS） - 戸田英一（現代） ※特別出演
- 被爆70年特集ドラマ・赤レンガ（2015年、NHK広島） - アニー
- スペシャルドラマ「経世済民の男」 第三部『鬼と呼ばれた男〜松永安左エ門』（2015年9月19日、NHK名古屋） - 池田成彬 役
- やすらぎの刻〜道（2019年、テレビ朝日） ‐ 牧田喜十

### 舞台
- 赤ひげ - 赤ひげ医師
- アニーよ銃をとれ - フランク  ※昭和39年度文部省芸術祭奨励賞受賞
- 南太平洋
- 風と共に去りぬ - レット・バトラー
- キス・ミー・ケイト - フレッド・グレアム/ペトルーキオ
- マイ・フェア・レディ - ヒギンズ教授
- ピーター・パン - フック船長
- ファンタスティックス（英語版） - エル・ガヨ 役 ※平成24年度文化庁芸術祭大衆芸能部門大賞受賞
- 葉っぱのフレディ〜いのちの旅〜 - ルーク医師
- 34丁目の奇跡〜Here's Love〜 - クリス・クリングル
- タイタニック - スミス船長
- 四人は姉妹
- ミー&マイガール - ジョン男爵
- Mr.レディ Mr.マダム - ジョルジュ

### ゲーム
- 東京シャドウ（1996年） - 木の精
- アドベンチャーオブ東京ディズニーシー 〜失われた宝石の秘密〜（2001年） - ジャファー/魔人ジャファー
- キングダム ハーツ シリーズ - ジャファー/魔人ジャファー 
  - キングダム ハーツ（2002年）
  - キングダム ハーツII（2005年）
  - キングダム ハーツ Re:コーデッド（2010年）
  - キングダム ハーツ HD 2.5 リミックス（2014年）
- シーマン2〜北京原人育成キット〜（2007年） - ナレーション

### 吹き替え

#### 俳優
- ディーン・マーティン
  - サイレンサー/殺人部隊（1966年） - マット・ヘルム 役
  - サイレンサー/待伏部隊（1966年） - マット・ヘルム 役

#### 洋画
- ドリトル先生不思議な旅（1968年） - ドリトル先生（レックス・ハリソン） 役 NHK版
- 殺人狂時代（1977年） - アンリ・ヴェルドゥ（チャールズ・チャップリン）役 TBS版
- キャッツ（2020年） - ガス（イアン・マッケラン） 役[53]

#### 海外アニメ
- オリビアちゃんの大冒険（1989年） - ラティガン教授
- アラジン（1993年） - ジャファー/レッドジーニー(魔人ジャファー)
  - アラジン ジャファーの逆襲（1995年） - ジャファー/レッドジーニー(魔人ジャファー)
- ハウス・オブ・マウス（2002- 2003年） - ジャファー
- ミッキーのマジカル・クリスマス 雪の日のゆかいなパーティー（2002年） - ジャファー
- ミッキーの悪いやつには負けないぞ!（2003年） - ジャファー
- ヘラクレス（2004年） - ジャファー
- スター・ウォーズ 反乱者たち シーズン3（2016年） - ベンドゥ[54]

### バラエティ
- アメリカの夜（フジテレビ）
- サラリーマンNEO（NHK総合）
- 第11回ビートたけしのお笑いウルトラクイズ（日本テレビ） - 司会（『第1回宝田明のお笑いウルトラクイズ』として。途中まで参加）
- ゴジラ完全放送スペシャル番組 ゴジラが来る! （2008年10月25日、日本映画専門チャンネル） - 特別出演
- ミス・ユニバース日本代表選出大会（朝日放送・テレビ朝日系） - 司会

### ラジオ番組
- 宝田明のファンファンクラブ（TBSラジオ）

### CM
- 大正製薬　リポビタンD
- 大日本除虫菊 「金鳥音浴湯」(入浴剤)[注釈 21]
- 白十字 「サルバDパンツ」
- フジテレビ 「みんなそろそろホントのことを」（ドラキュラ役）
- 第一生命保険 「堂々人生」「私の華道」（シッペイ大魔王役）
- アートネイチャー - 衣笠祥雄と共演・当時は「髪はたからだ」をキャッチフレーズにしていた。
- 冨の寿

### その他
- 東京ディズニーランド 「カントリーベア・シアター」 - ヘンリー 役
- 東京ディズニーリゾート - ジャファー 役
- サンリオピューロランド 「ハローキティ ドリームレビュー1・2」 - ピューロ博士 役 ※声の出演
- SOPHIA 「君と月の光」 プロモーションビデオ
- FMシアター「命の洗濯」（制作・NHK新潟放送局）

## 著書
- 回想『ニッポン・ゴジラ黄金伝説』（扶桑社、1998年8月） ISBN 978-4-594-02535-9
- 『TVビデオプログラミング 演技術入門』共著 （オーム社、1985年）ISBN 978-4-274-03071-0
- 『平和と命こそ 憲法九条は世界の宝だ』日野原重明、澤地久枝 共著（新日本出版社、2014年）ISBN 978-4-406-05803-2
- 自伝『銀幕に愛をこめて ぼくはゴジラの同期生』（筑摩書房、 2018年5月／ちくま文庫、2023年1月。解説切通理作） ISBN 978-4-480-81543-9／ISBN 978-4-480-43854-6
- 交遊録『送別歌』（ユニコ舎、2021年1月）ISBN 978-4-991-13681-8